# Sandro Brugnolini
Alessandro „Sandro“ Brugnolini (* 1. Dezember 1931 in Rom; † 11. Dezember 2020 ebenda) war ein italienischer Jazz- und Fusionmusiker (Saxophon) und Filmkomponist.

## Leben und Wirken
Brugnolini wuchs in Rom auf; er war ab 1956 Mitglied der Formation Modern Jazz Gang, in der er Saxophon spielte, arrangierte und die meisten Kompositionen für die Alben der Band schrieb. Das Debütalbum der Modern Jazz Gang, der auch der Trompeter Cicci Santucci angehörte, war eine selbstbetitelte EP, die bei der italienischen RCA Victor erschien. Landesweit bekannt wurde er durch einen Auftritt auf dem Nationalen Jazzfestival 1958 mit seiner Komposition Arpo, die den Preis als beste Originalkomposition erhielt. 1960 veröffentlichte die Band das Album Miles Before and After (mit Metal Carlo, Alberto Collatina und Enzo Scoppa); ab 1963 arbeitete er vorwiegend als Filmkomponist. Für den Soundtrack von Enzo Battaglias Film Gli arcangeli (1963) arbeitete er mit der Modern Jazz Gang und der Jazzsängerin Helen Merrill zusammen, bei der Brugnolinis Komposition Helen’s Blues eingespielt wurde. 1965 verließ er die Modern Jazz Gang. 
1966 veröffentlichte Brugnolini sein Debütalbum New Sound di Sandro Brugnolini (Studio Musicale Romano). Am Ende der 1960er Jahre schloss er sich Stefano Torossi an, um das Album Musica per commenti sonori (1969) aufzunehmen, das erste von mehr als einem Dutzend Alben, an denen sie zusammen gearbeitet haben (darunter Feelings (1974, mit Giancarlo Gazzani und Puccio Roelens), Strumentali: Genere computermusic - homo tecnologicus (1986) oder Strumentali: Emozionale (1987)).
Mehrere der beliebtesten Alben von Sandro Brugnolini entstanden im Vorfeld von Feelings, meist ebenfalls psychedelisch orientierter Fusion/Progrock-Alben mit Einflüssen elektronischer Musik folgten wie Underground (u. a. mit Giovanni Tommaso), Overground (mit Vincenzo Restuccia, beide 1970 erschienen). Darüber hinaus veröffentlichte Brugnolini Anfang bis Mitte der 1970er Jahre unter dem Pseudonym Narassa eine Reihe von Alben, fast alle mit Amedeo Tommasi an den Keyboards, darunter Tensione dinamica, Guerra e angoscia, Camera-Car und Made in U.S.A. Bis 1975 schrieb er weitere Filmmusiken für Filme u. a. von Sergio Spina (Fantabulous), Tullio Piacentini, Ruggero Deodato und Carlo Ferrero, ferner für verschiedene Fernsehserien und Dokumentarfilme. Brugnolini war von 1967 bis 1993 außerdem als Parlamentsreporter tätig und arbeitete lange Jahre als Musikkritiker.

## Diskographische Hinweise
- Modern Jazz Gang: The Milestrane 1959–1964 Vol. 1 (Il Giaguaro Records)
- OST Fantabulous (1967)
- Viaggio Pop N. 1 & 2
- Sandro Brugnolini, Stefano Torossi: Acoustic (I Marc Quattro Oggi – Suoni Acustici degli anni '60-'70) (Costanza Records, ed. 1997)
- Stefano Torossi, Vito Tommaso, Sandro Brugnolini: The Seventies (Costanza Records, ed. 1998)
- Sandro Brugnolini, Giorgio Carnini: Techno Drama (1970) (Opensound Music, 24 × File, FLAC, 2015)